# Singuerlín (metropolitana di Barcellona)
Singuerlín è una stazione della Linea 9 Nord della metropolitana di Barcellona. È situata nel territorio del comune di Santa Coloma de Gramenet e serve il quartiere di Singuerlín, zona ampiamente popolata e tradizionalmente poco servita dal trasporto pubblico. Il quartiere e la stazione prendono il nome dal commerciante catalano di origine alsaziana Emili Singuerlín i Ros (Barcellona, 1881-1942), che agli inizi del XX secolo aveva acquistato il terreno su cui poi sorse il quartiere.
La stazione è situata a 54,28 metri di profondità e presenta un unico accesso in Plaça de la Sagrada Familia, tra Carrer de Santiago Rusiñol, l'Avinguda de Catalunya e il Passatge de Salvatella, al lato del mercato municipale di Singuerlín.
La previsione di apertura iniziale era fissata per l'anno 2004, in seguito posticipata al 2008 ma per i ritardi accumulati nella realizzazione dei lavori l'inaugurazione effettiva avvenne il 13 dicembre 2009 come parte della prima tratta di 3,9 km della nuova linea

## Accessi
- Passatge de Salvatella

## Galleria d'immagini

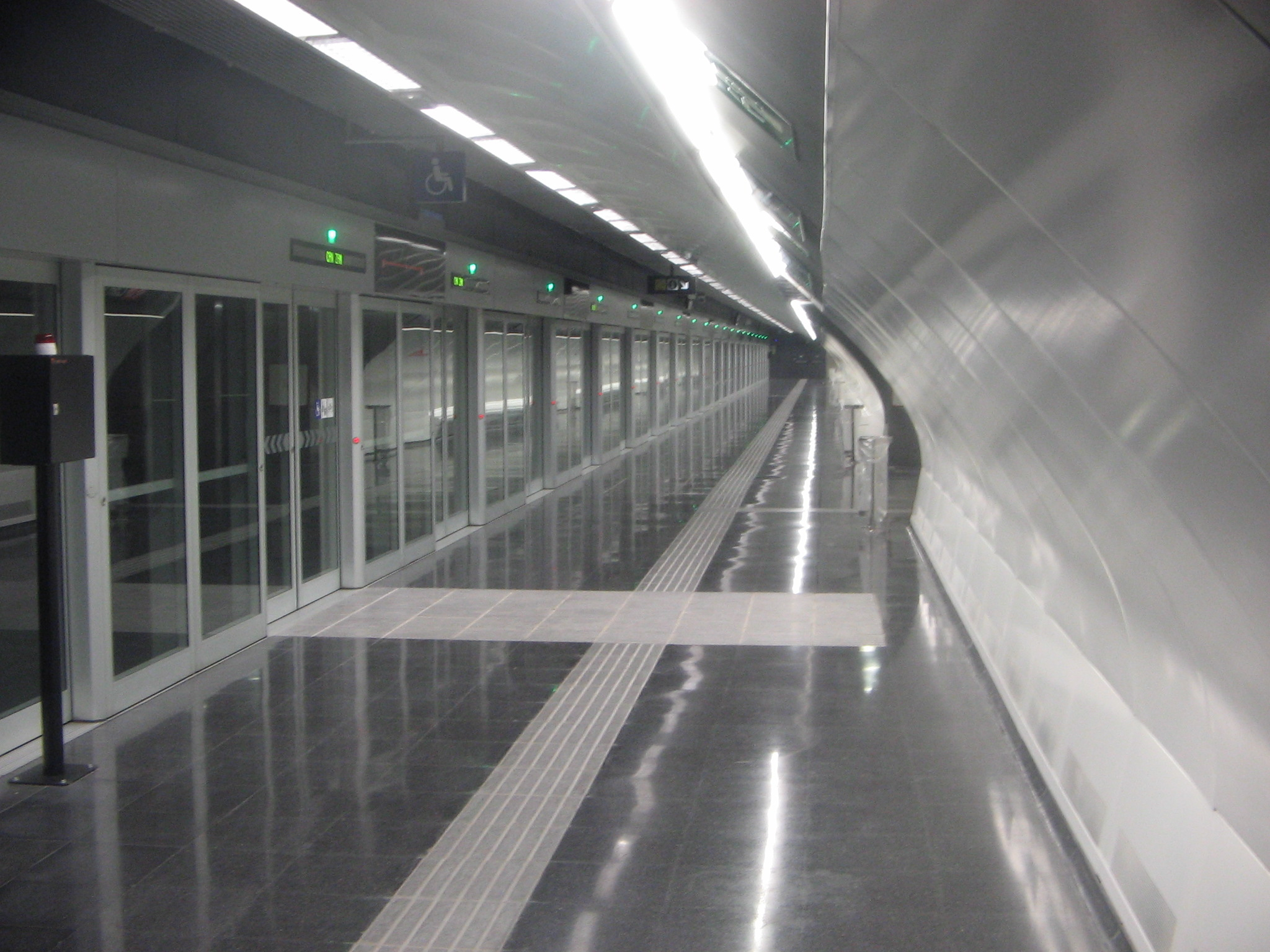
Marciapiede della stazione
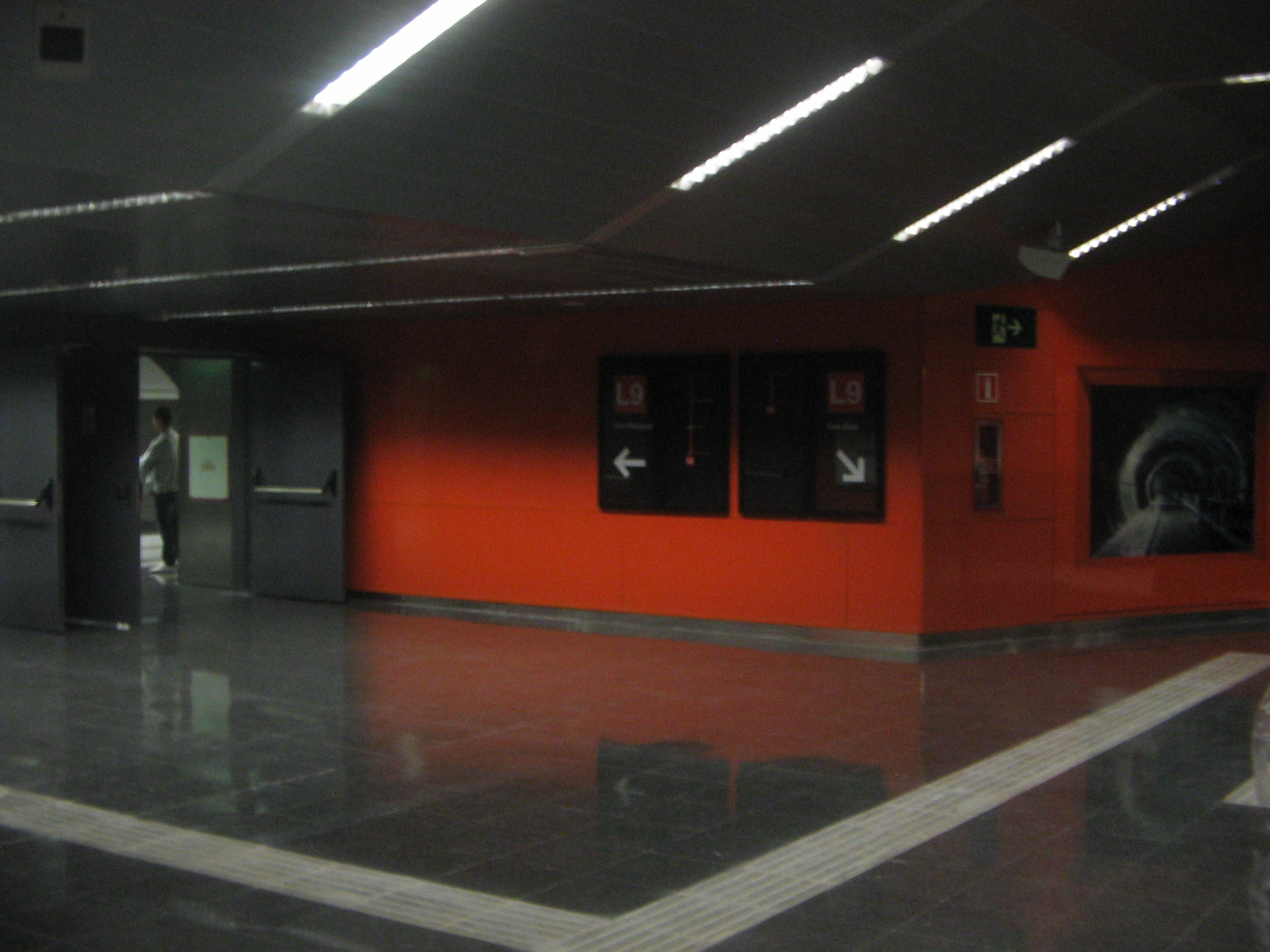
Atrio della stazione